# Décès en 1370
Décès
- 1366
- 1367
- 1368
- 1369
- 1370
- 1371
- 1372
- 1373
- 1374

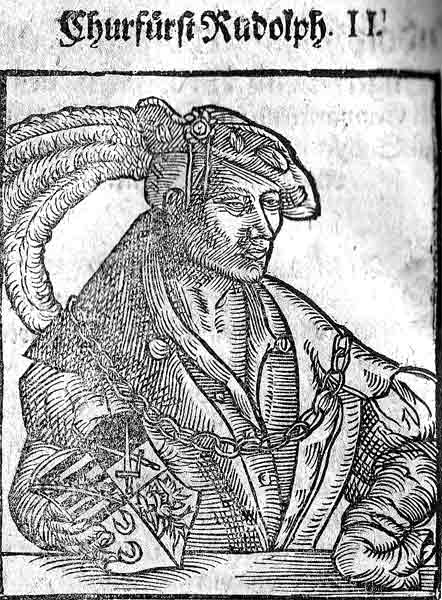
Rodolphe II de Saxe, mort en 1370.

Cette page dresse une liste de personnalités mortes au cours de l'année 1370 :
- 1er janvier : John Chandos, considéré comme le plus grand capitaine anglais de la première phase de la guerre de Cent Ans.
- vers le 18 février : Geoffroy le Meingre, évêque de Laon.
- 7 avril : Louis Ier de Thouars, 29e vicomte de Thouars.
- 23 mai : Toghan Tèmur, neuvième et dernier empereur de Chine de la dynastie Yuan et le 14e khagan de l'Empire mongol.
- 25 août : Henri de Poitiers, évêque de Gap puis de Troyes.
- 13 octobre : Adolphe VIII de Schaumbourg, Comte de Holstein-Pinneberg et de Schaumbourg.
- 31 octobre : Louis Herpin d'Erquery, évêque de Coutances.
- 5 novembre : Casimir III de Pologne, roi de Pologne.
- 6 décembre : Rodolphe II de Saxe, premier prince-électeur de Saxe.
- 19 décembre : Urbain V, né Guillaume Grimoard, sixième pape à Avignon.

- Eustache d'Abrichecourt, seigneur d’Auberchicourt.
- Arnoul d'Audrehem, maréchal de France et porte-oriflamme de France.
- Jean de Beu, 5e vicomte de Beu.
- Simon de Buci, seigneur de Buci, haut magistrat et notable parisien.
- Tello de Castille, seigneur de Biscaye, premier seigneur d'Aguilar de Campoo et comte de Castañeda.
- Jean de Genève, comte de Genève.
- Frédéric II de Montefeltro, militaire et condottiere italien, comte d'Urbino.
- Adolphe Ier de Nassau, comte de Nassau-Idstein et comte de Nassau-Wiesbaden.
- Albert V de Saxe-Lauenbourg, duc de Saxe-Lauenbourg.
- Tommaso del Garbo, professeur de médecine à Pérouse et Bologne.
- Jean le Bel, chanoine de Saint-Lambert.
- Shi Nai'an, écrivain chinois.
- Taigen Sōshin, moine sōtō Zen.
- Chu Văn An, mandarin vietnamien de haut rang, enseignant et recteur de l'académie des Fils de la Nation.
- Yang Weizhen, peintre, calligraphe et poète chinois.
- Obeid-i-Zakani, poète satirique persan.

## Crédit d'auteurs
- Cet article est partiellement ou en totalité issu de l'article intitulé « 1370 » (voir la liste des auteurs).